# Stoned (musikalbum)
Stoned är det svenska skatepunkbandet Stoneds självbetitlade tredje och sista studioalbum, utgivet 2000.

## Låtlista
1. "Perfect Man" - 2:24
2. "Empty Words" - 3:08
3. "Helpless" - 3:15
4. "Promise Land" - 2:39
5. "Top of the World" - 3:10
6. "One Second" - 2:55
7. "Left Inside" - 3:38
8. "Final Whistle" - 2:57
9. "The Feeling's Gone" - 2:54
10. "Judgement Day" - 2:24
11. "Small Town Legend" - 3:30
12. "Someday" - 4:37

### Fotnoter
1. ↑  ”Stoned”. Skatepunkers Wikia. http://skatepunkers.wikia.com/wiki/Stoned%28Album%29. Läst 4 april 2012.